# Zalduendo de Álava
Zalduendo de Álava (oficialmente en euskera: Zalduondo) es un municipio español de la provincia de Álava, en la comunidad autónoma del País Vasco. Cuenta con una superficie de 12,03 km² y una población en 2018 de 186 habitantes.

## Geografía
Se sitúa en la parte nororiental de la Llanada Alavesa, dentro de la Cuadrilla de la Llanada Alavesa. Se trata del único municipio de esta zona de Álava compuesto por un único núcleo de población, la villa homónima. A pesar de su escaso tamaño, tiene una extensión superior al de las aldeas de esta parte de Álava y su antigua pujanza, traducida en un interesante patrimonio, le confiere cierto interés.
Forma parte del concejo una fracción del despoblado de Aistra.
No hay industria asentada en el municipio, ni actividad económica reseñable al margen de la agricultura. Los vecinos trabajan en localidades del entorno en su mayoría. La pirámide de edad muestra un sensible envejecimiento de la población.

## Toponimia

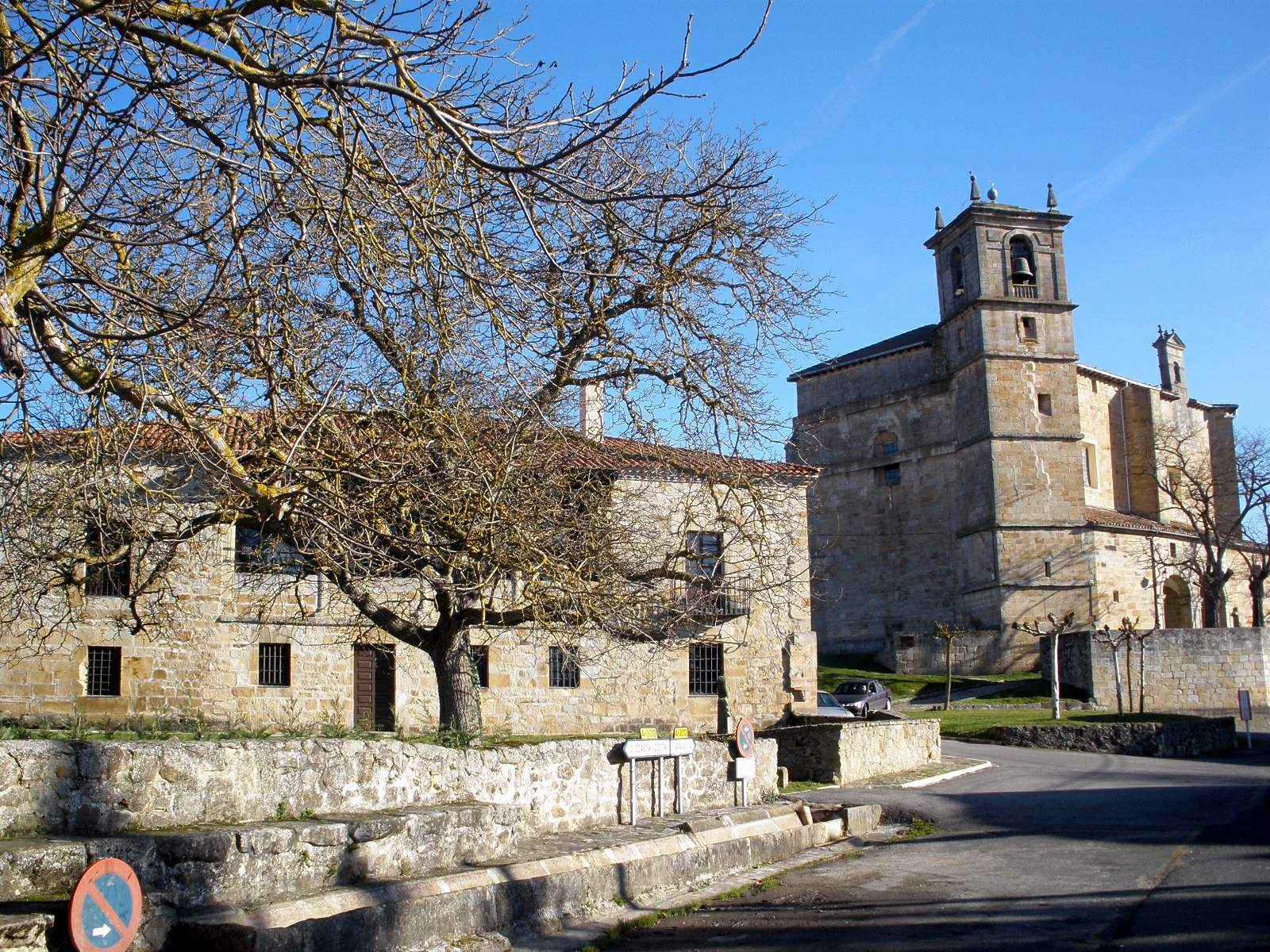

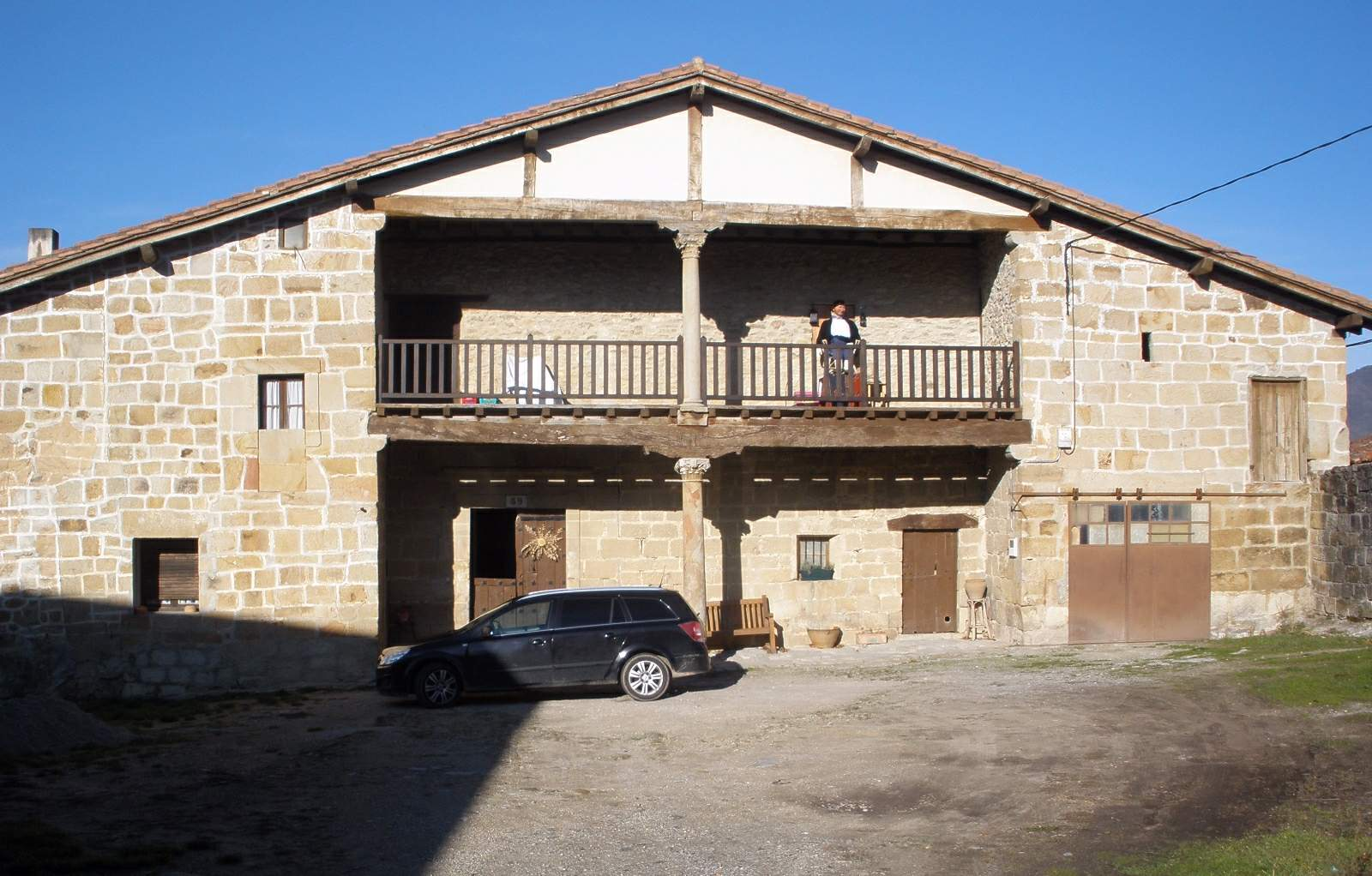

La primera mención escrita de esta localidad es la conocida Reja de San Millán de 1025, un catálogo de pueblos de Álava, en la que aparece mencionado bajo el nombre de Zalduhondo.
Esta primera mención escrita da fe de la etimología más probable para el nombre del pueblo: 'junto al soto', ya que zaldu(a) es una palabra vasca que significa 'soto', 'selva', 'bosque'; mientras que ondo, significa 'junto a'. Es posible que este nombre esté relacionado con la estratégica posición que ocupaba la villa, a los pies del antiguo camino que iba a través del Paso de San Adrián hacia Guipúzcoa, es decir, al comienzo del camino que unía la agrícola Llanada alavesa con los boscosos y (entonces) selváticos valles de Guipúzcoa.
Parece totalmente descartable cualquier otro origen, pese a que existe otra localidad denominada Zalduendo, que está fuera del País Vasco, en la provincia de Burgos. El Zalduendo burgalés podría tratarse de un lugar repoblado por vascos en la Edad Media, pero también podría tener un origen etimológico no relacionado con la lengua vasca.
El nombre ha sido registrado de diferentes maneras a lo largo de los siglos posteriores mostrando en líneas generales la siguiente evolución, perdiendo la h aspirada que llevaba en su nombre y cambiando el diptongo uo por ue:
- Zalduhondo (1025)
- Çalduendo (1257)
- Zaldundo (1332)
- Zalduondo (1537)
- Zalduendo (1615)

Debido a la existencia de otro municipio llamado Zalduendo en Burgos, la localidad alavesa tuvo que adoptar el nombre oficial de Zalduendo de Álava en la década de 1910 a instancias de una recomendación realizada por la Real Sociedad Geográfica, refrendada por la reforma de la nomenclatura municipal de 1916.
No ha llegado hasta el presente una forma tradicional de denominar a la localidad en lengua vasca, ya que este idioma dejó de hablarse en el lugar entre finales del siglo XVIII y comienzos del siglo XIX. A finales de la década de 1970 la Real Academia de la Lengua Vasca fijó el nombre oficial de Zalduondo como nombre de la localidad en euskera, basándose principalmente en los testimonios escritos antiguos.
Esta denominación fue adoptada oficialmente en 1984 por el ayuntamiento y publicada en el BOE en 1989.

## Historia
Aunque la primera mención escrita de Zalduendo se remonta a 1025, cabe suponer que la población tiene mayor antigüedad, aunque no se sabe en que época se pudo haber fundado.
Los restos más antiguos que se han hallado en el municipio no se encuentran en el actual pueblo, sino en el despoblado de Aistra, lugar donde hay una ermita y está situado a algo más de 1 km de distancia del moderno Zalduendo.

### Aistra
Se cree que Aistra, a caballo de los actuales términos municipales de Zalduendo de Álava y Aspárrena (Araia), fue una aldea fundada durante los años oscuros que siguieron a la caída del Imperio Romano y la Alta Edad Media. Recientes excavaciones arqueológicas han encontrado restos de una aldea de los siglos VI y VII d. C., siendo considerado por los arqueólogos el pueblo medieval más antiguo del Norte peninsular  (enlace roto disponible en Internet Archive; véase el historial, la primera versión y la última).. Junto a estos restos se han encontrado algunos que datan del neolítico, otros de época romana, así como testimonios del paso de la Ruta Jacobea por el lugar siglos después.
Debido a la existencia de otro municipio llamado Zalduendo en Burgos, la localidad alavesa tuvo que adoptar el nombre oficial de Zalduendo de Álava en la década de 1910 a instancias de una recomendación realizada por la Real Sociedad Geográfica.
En el siglo X se construye en Aistra la iglesia de San Julián y Santa Basilisa, que es la única edificación, convertida en ermita de San Julián y Santa Basilisa de Aistra, que se ha conservado hasta nuestros días.
En el siglo XI Aistra, bajo el nombre de Haiztara, aparece por primera vez en un documento escrito. Se trata de la misma Reja de San Millán donde aparece Zalduendo por primera vez. Vuelve a mencionarse en el siglo XIII, esta vez bajo la denominación de Ayxtara. No se sabe cuándo se despobló Aistra, pero ya en el siglo XVI San Julián y Santa Basilisa es mencionada como ermita. En el siglo XIX Pascual Madoz en su Diccionario Geográfico... comenta que Astrea o Aystara no conserva más que una ermita con su pila bautismal.

### Zalduendo
Como hemos dicho anteriormente, la primera mención escrita de Zalduendo data de 1025, y aunque se le supone una antigüedad mayor a la localidad, no se han encontrado restos tan antiguos como los de Aistra. En 1025 Zalduendo figura como parte del alfoz de Hegiraz.
Durante la Edad Media Zalduendo tuvo su importancia como punto de paso del Camino de Santiago. Por aquí pasaba una de las rutas secundarias del camino, proveniente de Francia y Guipúzcoa a través del paso por el túnel de San Adrián. Zalduendo era la localidad encargada de custodiar la vertiente alavesa de dicho paso.
Aunque a lo largo de la Edad Media este camino perdió su importancia como parte de la Ruta Jacobea, siguió siendo la principal vía de unión entre la Llanada Alavesa y Guipúzcoa y consiguientemente entre Francia y Castilla. La prosperidad y cierta importancia que tuvo Zalduendo a lo largo de la Edad Media y Moderna se basó en su ubicación al pie del estratégico paso de San Adrián.
A principios del siglo XIV Zalduendo pertenecía a la Cofradía de Arriaga, señorío colectivo que ejercían los nobles alaveses sobre la tierra llana de Álava. Cuando en 1332 la Cofradía declara su Voluntaria Entrega al Realengo de la Corona de Castilla, el rey Alfonso XI de Castilla decreta que Zalduendo pase a depender de la vecina villa de Salvatierra.
No obstante, alguna décadas después, en 1382, el rey Juan I de Castilla concede al Canciller Pedro López de Ayala el señorío sobre Salvatierra y sus aldeas, que le son entregadas bajo la fórmula de condado, Zalduendo vuelve a pertenecer a un señorío.
Zalduendo permanecerá ligado durante unos años al patrimonio de los condes de Salvatierra, la familia de Ayala. Fue enajenado de dicho patrimonio hacia 1412 o 1413 cuando la nieta del canciller Ayala, Constanza de Ayala se casa con Pedro Vélez de Guevara, conde de Oñate y cabeza de la Casa de Guevara. Zalduendo, separado del resto del Condado de Salvatierra, es incluido en la dote de Constanza y pasa a ser desde entonces villa de señorío de los Condes de Oñate.
Durante siglos los vecinos de Zalduendo se enfrentaron a los condes en defensa de sus derechos adquiridos. Los pleitos fueron especialmente duros entre finales del siglo XV y finales del siglo XVI. Durante ese siglo los vecinos lograron dejar de pagar diversos tributos y derechos señoriales; aunque algunos de estos persistieron hasta 1813, cuando fueron definitivamente abolidos. Entre otros derechos el conde tenía potestad de elegir el alcalde.
Durante el antiguo régimen Zalduendo pertenecía a la Hermandad de Aspárrena.
Buena parte del patrimonio arquitectónico y monumental de la villa proviene del periodo entre el siglo XV y XVII, que fue el de mayor prosperidad de la misma.
A partir del siglo XVII se produce cierto declive en la villa al construirse el Camino Real que a través de Salinas de Léniz conecta la costa guipuzcoana con el interior, lo que acaba con la primacía del Paso de San Adrián. Cuando en el siglo XIX se construye la carretera entre Alsasua e Idiazábal a través del alto de Etxegarate, el Paso de San Adrián quedará definitivamente marginado, quedando Zalduendo relegado de las rutas principales y su economía vinculada únicamente a la agricultura, ganadería y explotación forestal. Se puede decir que Zalduendo pasó a ser una localidad rural más de la Llanada Alavesa.
A principios del siglo XIX son reseñables las escaramuzas que protagonizó la guerrilla de Francisco Espoz y Mina en su lucha contra los franceses.
Con la reforma administrativa de 1842 la villa de Zalduendo se convierte en municipio, siendo una rara avis entre los municipios alaveses de la zona, ya que es el único ayuntamiento de la Llanada Alavesa compuesto por un único pueblo.

## Demografía
Zalduendo de Álava cuenta con una población de 194 habitantes (INE 2024).
| Gráfica de evolución demográfica de Zalduendo de Álava entre 1842 y 2021 |
| |
| Población de derecho según los censos de población del INE Población de hecho según los censos de población del INEEn estos censos se denominaba Zalduendo: 1842, 1857, 1860, 1877, 1887, 1897, 1900, 1910 y 1991 En estos censos se denominaba Zalduendo de Álava: 1920, 1930, 1940, 1950, 1960, 1970 y 1981 |

| Gráfica de evolución demográfica de Zalduendo de Álava entre 1988 y 2008 |
|                                                                          |

## Administración y política
| Partido político                                              | 2015  | 2015       | 2011  | 2011       | 2007  | 2007       | 2003        | 2003        | 1999  | 1999       | 1995  | 1995       |
| Partido político                                              | %     | Concejales | %     | Concejales | %     | Concejales | %           | Concejales  | %     | Concejales | %     | Concejales |
| Euskal Herria Bildu (EH Bildu)-Bildu                          | 72,46 | 5          | —     | —          | —     | —          | —           | —           | —     | —          | —     | —          |
| Euzko Alderdi Jeltzalea-Partido Nacionalista Vasco (EAJ-PNV)  | 15,94 | 0          | 38,81 | 4          | 63,96 | 5          | 62,04       | 5           | 69,16 | 5          | 69,23 | 5          |
| Partido Socialista de Euskadi-Euskadiko Ezkerra (PSE-EE PSOE) | 3,06  | 0          | 11,19 | 0          | 9,01  | 0          | 2,78        | 0           | —     | —          | —     | —          |
| Partido Popular del País Vasco (PP)                           | 0,00  | 0          | 2,99  | 0          | 3,06  | 0          | 1,85        | 0           | 1,87  | 0          | —     | —          |
| C.I. Zalduondo GF Fdez. Villate                               | —     | —          | 56,72 | 1          | —     | —          | —           | —           | —     | —          | —     | —          |
| Euskal Herritarrok (EH)-Herri Batasuna (HB)                   | —     | —          | —     | —          | —     | —          | Ilegalizado | Ilegalizado | 31,78 | 0          | —     | —          |
| Unidad Alavesa (UA)                                           | —     | —          | —     | —          | —     | —          | 0,93        | 0           | —     | —          | 7,69  | 0          |

## Cultura

### Patrimonio

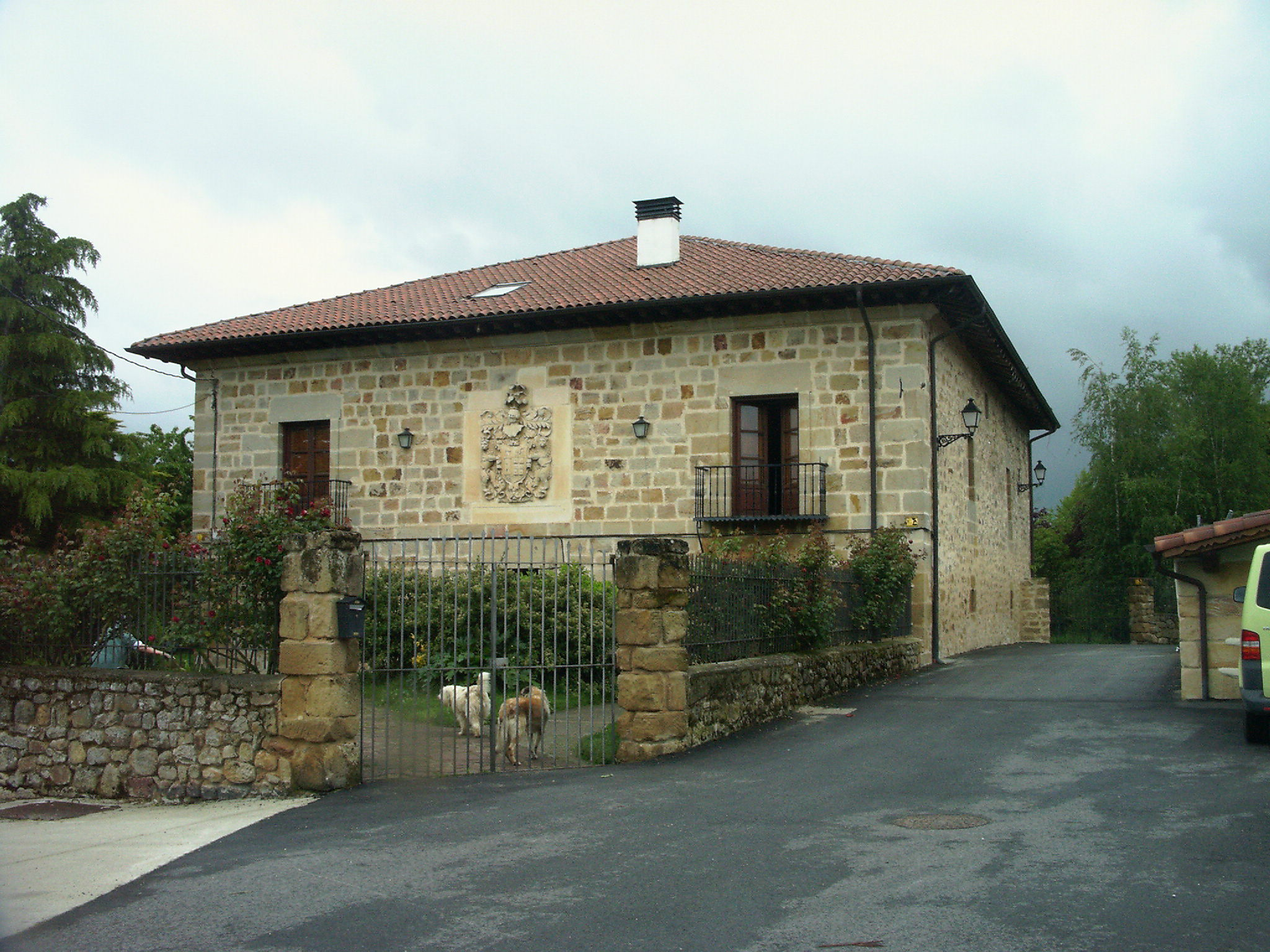
Fachada principal del palacio de Andoin-Luzuriaga, residencia del escritor Bernardo Atxaga

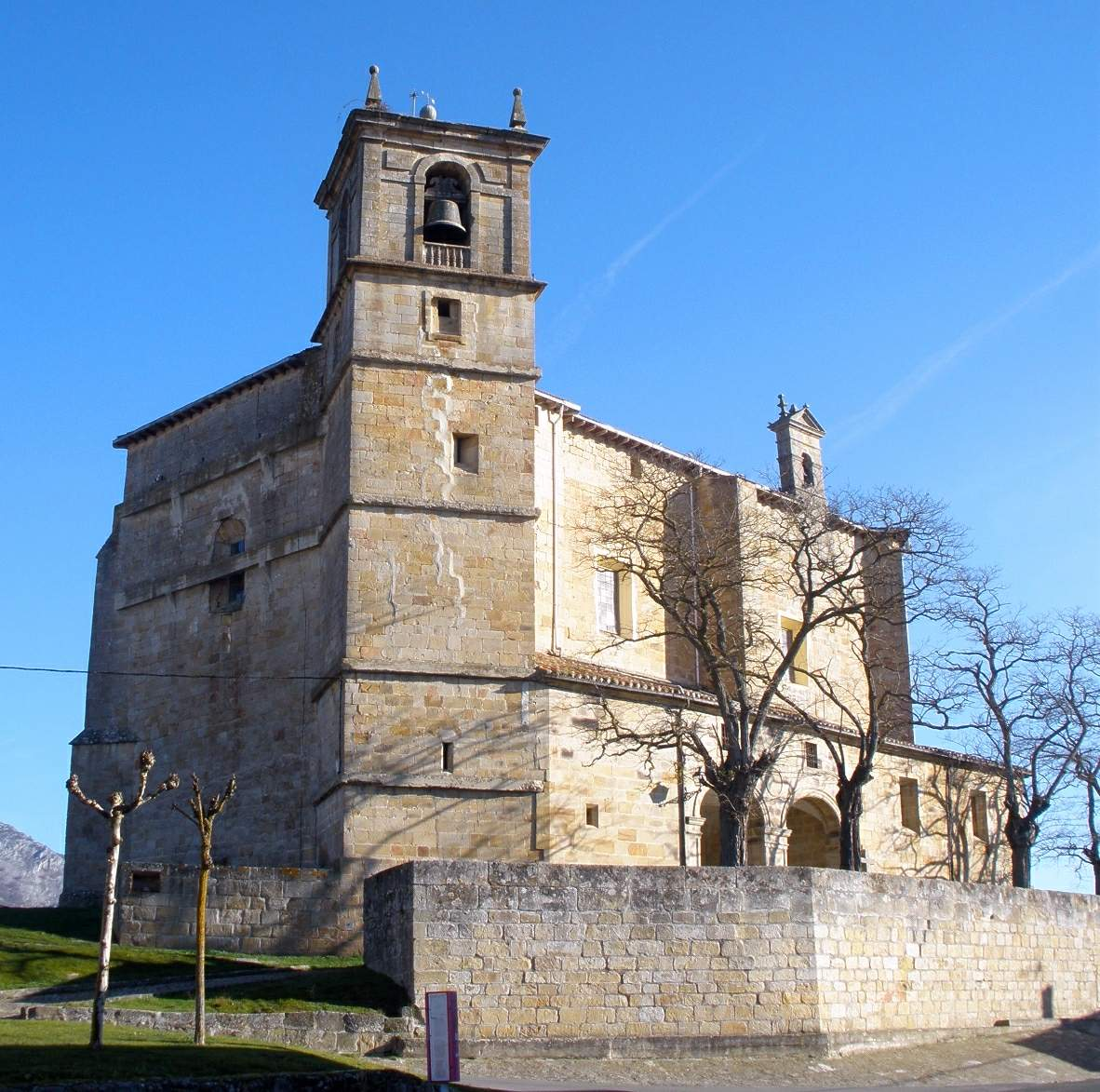
Iglesia parroquial de San Saturnino de Tolosa

#### Arquitectura civil
Entre la arquitectura civil, varios palacios y casas señoriales de los siglos XV a XVII sirven como instalaciones administrativas locales e, incluso, de museo. 
El más destacado es el caso del Palacio de los Lazarraga (siglo XVI), que alberga el Museo Etnográfico de Zalduendo de Álava y que es muestra de la arquitectura renacentista alavesa, con una portentosa portada plateresca en su fachada oriental. Se puede ver un enorme escudo blasonado sostenido por dos grandes estatuas que representan a dos hombres. Debido a estas estatuas el edificio es conocido popularmente como la "Casa de los Guizones". Gizon quiere decir hombre en euskera y quedó como palabra del habla local a pesar de perderse el idioma.
El Museo Etnográfico Comarcal pretende mostrar la cultura y la historia de la zona, para lo que exhibe contenidos de diversa naturaleza, desde la fauna y flora locales hasta la artesanía –cerámica vasca–, etnografía, arte sacro, prehistoria, historia local y una antología de obras galardonadas en los premios Zalduendo de pintura.
Otros edificios destacable son la casa de los Larrea (siglo XV), recientemente restaurada; o el palacio de Andoin-Luzuriaga (siglo XVII), que es la actual residencia del escritor Bernardo Atxaga.

#### Patrimonio religioso
La iglesia parroquial está dedicada a San Saturnino de Tolosa.
Varias ermitas e iglesias pueblan el territorio del municipio debido a la antigua presencia del Camino de Santiago. Destacan las ermitas de San Julián y Santa Basilia (siglo XII), ubicada esta última en el antiguo poblado romano de Aistra; la de San Blas y Santa Lucía (siglo XVI), la de San Adrián (siglo XVI) o la del Santo Espíritu, ubicada dentro de la cueva de San Adrián.

### Fiestas
- La principal fiesta de Zalduendo de Álava es su carnaval, que se recuperó en 1975 tras un paréntesis de 41 años. La fiesta gira en torno a la figura de Marquitos, un muñeco que tras ser paseado por toda la villa, empalado y luego juzgado, finalmente es quemado siguiendo un rico e interesante ritual. A él le acompañan otros personajes típicos de este carnaval como los caldereros, los barrenderos, las ovejas, el oso, el viejo y la vieja. El carnaval de Zalduendo de Álava es considerado el carnaval de tipo rural más interesante desde el punto de vista etnográfico de Álava.

- Fiestas patronales
- El Celedón